# Charles Voight
Charles Adolph Voigt (San Jose, 2 maggio 1869 – Londra, 3 luglio 1929) è stato un tennista statunitense. Era soprannominato Il Barone.
Partecipò alle Olimpiadi di Parigi del 1900, venendo sconfitto agli ottavi di finale nel torneo di singolare maschile.